# Calliprogonos miraculosa
Calliprogonos miraculosa is een vlinder uit de familie van de herfstspinners (Brahmaeidae). De wetenschappelijke naam van de soort is voor het eerst geldig gepubliceerd in 1937 door Rudolf Mell.